# Meineckia cerebroides
Meineckia cerebroides är en emblikaväxtart som först beskrevs av Petra Hoffm., och fick sitt nu gällande namn av Maria Sergeevna Vorontsova och Petra Hoffm.. Meineckia cerebroides ingår i släktet Meineckia och familjen emblikaväxter. Inga underarter finns listade i Catalogue of Life.